# 海因里希·威廉·恩斯特
海因里希·威廉·恩斯特（德語：Heinrich Wilhelm Ernst；1814年5月6日—1865年10月8日)，犹太血统的奥地利小提琴家，作曲家。幼年即到维也纳学习音乐，1828年听到帕格尼尼的演奏，决心成为一名小提琴家。不久他就成为帕格尼尼的有力竞争对手。1844年后，他经常居住在英法两国，直到去世。恩斯特的作品有极高的演奏难度，常常使用复杂的复调写作技巧，是对小提琴家的巨大挑战。

## 外部連結
- 海因里希·威廉·恩斯特的免费乐谱，由国际乐谱典藏计划提供